# Cmentarz wojenny nr 90 – Gorlice
Cmentarz wojenny nr 90 – Gorlice – zabytkowy, austriacki cmentarz z I wojny światowej.
Zaprojektowany przez nieznanego architekta jako kwatera wojskowa na kirkucie w Gorlicach. Pochowano na nim 4 żołnierzy austro-węgierskich i 2 rosyjskich wyznania mojżeszowego w 6 grobach pojedynczych. Cmentarz został zdewastowany przez Niemców podczas II wojny światowej i obecnie niemożliwe jest ustalenie położenia kwatery.